# Ibanez JEM

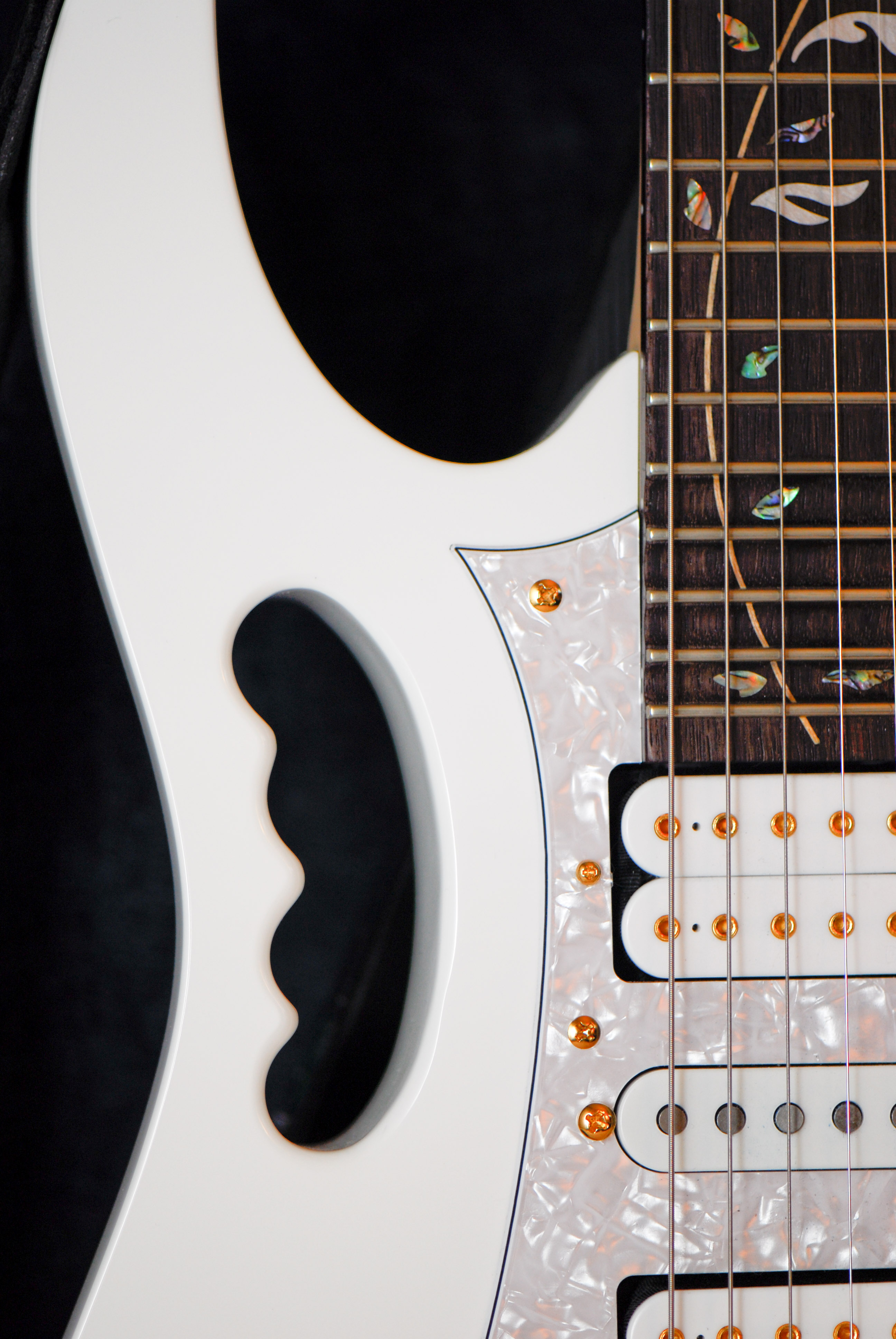
Der „Tragegriff“ im Korpus einer Ibanez JEM. Dieses Griffbrett trägt die als Vine bezeichnete Einlegearbeit

Die Ibanez JEM, Kurzform JEM, ist ein E-Gitarren-Modell des japanischen Musikinstrumenten-Herstellers Ibanez. Die JEM ist das Signature-Modell des US-Gitarrenvirtuosen Steve Vai. Aufgrund ihrer Konstruktionsform zählt die Ibanez JEM zur E-Gitarren-Klasse der Superstrats.

## Konstruktion und Ausstattung
Seit ihrem ersten Erscheinen im Ibanez-Katalog des Jahres 1987 hat die JEM wegen Steve Vais teilweise exzentrischer Ansprüche an die Gestaltung und Ausstattung seines Signature-Instruments viele Veränderungen mitgemacht. Ein charakteristisches äußerliches Merkmal der JEM ist der Tragegriff – ein ergonomisch geformtes Loch im Korpus der Gitarre (englisch „Monkey Grip“; deutsch: „Affengriff“), an dem das Instrument transportiert werden kann. Ein anderes Erkennungszeichen sind die auffälligen Intarsien (Inlays) im Griffbrett. Die Griffbretter der ersten JEMs waren mit dem sogenannten „Disappearing Pyramid Inlay“ (Intarsie „verschwindende Pyramide“) versehen, während die aktuellen Modelle mit dem sogenannten „Vine“ („Weinrebe“) verziert sind, wobei das „V“ im Namenskürzel (z. B. JEM 7V) den Hinweis auf die Art der Inlays gibt. Die JEM wird ausschließlich im Werk Fujigen in Japan gefertigt.
Die verwendeten Hölzer für den Korpus sind entweder Erlen oder Linden, beides besonders leichte und dennoch ausgezeichnete Klanghölzer. Der Hals besteht aus Ahorn und für das Griffbrett wurden in den Anfangsjahren Ebenholz und zwischenzeitlich Palisanderholz verwendet.
Als Tonabnehmer (englisch: „Pickups“) wurden in den ersten Jahren „PAF Pro“ und später die Steve-Vai-Signature-Tonabnehmer „Evolution“ und „The Breed“ jeweils von „DiMarzio“ verbaut.

## Varianten
Die JEM steht seit ihrer Einführung für eine Reihe von Innovationen und höchste klangliche Präzision und exzellente Verarbeitung, außerdem erscheint seit 1987 fast jedes Jahr eine Weiterentwicklung oder zumindest ein anderes grafisches Design, unter anderem die "Swirl"-Lackierungen, das „Floral Pattern“ („Blumenmuster“) mit dem Muster von Vais Schlafzimmergardinen oder eine komplett verspiegelte Variante. Waren die Ur-JEMs zu Anfang nicht ohne Neon-Elemente erhältlich (Lack oder Tonabnehmer in Gelb, Orange, Pink oder Grün), gibt es sie mittlerweile auch in simplem Weiß oder Schwarz. Anlässlich des Jahrtausendwechsels im Jahr 2000 mischte Steve Vai eine geringe Menge seines Bluts in einige Farbtöpfe. Diese Farbe wurde verwendet, um einige Exemplare des auf 300 Stück limitierten JEM-DNA-Sondermodells mit einer Swirl-Lackierung zu versehen.
Zu den Innovationen zählten bei der Einführung die HSH-Tonabnehmer-Konfiguration (Humbucker/Single Coil/Humbucker), die eine neue Klangvielfalt ermöglichte. Sowohl die HSH-Konfiguration als auch eine Ausfräsung unter dem Tremolo wurden von vielen Gitarrenherstellern übernommen und zählen heute zum Standard.
Weitere Sondermodelle waren die „JEM 10th Anniversary“ aus dem Jahr 1997 zum 10-jährigen Jubiläum der JEM-Serie, die „JEM 90HAM“ (Hoshino Anniversary Model) aus dem Jahr 1998 zum 90-jährigen Jubiläum der Firma Ibanez und die "JEM 20th" aus dem Jahr 2007 zum 20-jährigen Jubiläum der JEM-Serie. Bei der JEM 20th wurde der Korpus aus transparentem Acrylglas gefertigt.

## Typennummern
Die Typennummern der JEM-Gitarren sind 777, 77 oder 7. Bei der Einführung dieses Nummernsystems standen höhere Zahlenwerte zunächst für hochwertigere Ausstattung der Modelle. Zwischenzeitlich dienen diese Nummern nur zur Identifizierung, da sich alle JEM aus der Japan Fertigung auf gleich hohem Niveau befinden. Den Unterschied hierzu bilden die seit 1994 erhältlichen preiswerteren Varianten der JEMs – die 555 und 505 Serien. Die Instrumente dieser Serie werden entweder in Südkorea oder Indonesien gefertigt und sind in den Lackierungen Weiß oder Schwarz erhältlich. Die Unterschiede liegen in einem preiswerteren Tremolo (Edge II und Edge III statt Edge, Lo Pro Edge und Edge Pro), einer verkürzten „Vine“-Intarsie vom 3. bis zum 12. Bund und darin, dass die Bundzwischenräume in den höheren Lagen vom 21. bis 24. Bund nicht ausgefräst („scalloped“) sind. Im Jahr 2009 wurde zum ersten Mal eine JEM ohne Tremolosystem, die JEM 7 EAFX  gebaut. Von der JEM 7V gibt es auch eine Linkshänder Version, die JEM 7VL. 
Im Jahr 1990 kam eine siebensaitige Version der JEM auf den Markt, die Universe. Die Universe besaß keinen Monkey Grip und als Inlays gab es nur die Disappearing Pyramid oder Dot Einlagen. Die Universe wurde im Jahr 2014 durch eine echte siebensaitige Version, der JEM 7V7 abgelöst. Diese entspricht in allen Details einer JEM 7V und unterscheidet sich lediglich durch die zusätzliche tiefen H Saite. Die hochwertige JEM 7V7 aus Japan gibt es bis dato nur in Weiß. Der Name Universe wird ab 2014 weiterhin verwendet, allerdings nur als eine günstigere Version, der UV 70P (P für Premium) aus Malaysia, welche nur in Schwarz mit grünen Applikationen erhältlich ist.